# Aleksander Mohl
Aleksander Mohl (ur. 19 października 1864 w Ufie, zm. 1 stycznia 1913 w Krakowie) – polski kapłan rzymskokatolicki, jezuita, katolicki pisarz i publicysta, misjonarz.

## Życiorys
Był synem Stanisława hrabiego Mohla i Felicji z Komarów. Ojciec za udział w powstaniu styczniowym został zesłany do Ufy i pozbawiony rodzinnego majątku Wyszki w Łatgalii. Na zesłanie dobrowolnie podążyła za nim jego żona. Po ogłoszeniu amnestii rodzina powróciła do Inflant Polskich i za specjalnym zezwoleniem odkupiła dobra Wyszki.
W 1891 wyświęcony na kapłana. Był jezuitą, cały swój majątek przekazał zakonowi. Zajmował się duszpasterstwem nauczycielek domowych w Krakowie i okolicach.
W latach 1901–1902 był misjonarzem w Afryce. Poznał język mieszkańców Zambezii i wydał książkę w języku niemieckim o gramatyce języka bantu z regionu Zambezii pt. Praktische Grammatik der Bantu-Sprache von Tete. Wydał zbiór bajek afrykańskich.
Publikował w języku polskim, francuskim i niemieckim. Używał pseudonimów Marcel Bolesta, Aleksander von Radlitz, Th. J. Wybicki. Pisał książki, broszury i artykuły prasowe. Był redaktorem naczelnym pisma „W obronie prawdy” i autorem artykułów w miesięczniku Głosy Katolickie. W 1909 roku wydał czterotomowe dzieło „W pogodni za prawdą”. Napisał broszurę pt. „Polacy przeszkodą do Unii Wschodu z Zachodem?” i książkę pt. Potwarz czy nieporozumienie? Odpowiedź autorowi dzieła La Chiesa Russa. Obydwa dzieła były odpowiedzią na oczernianie i atakowanie polskiego kościoła w zaborze rosyjskim w książce La chiesa Russa księdza Almiera Palmeri. Był profesorem w seminarium duchownym w Jassach i  Krakowie.
Zmarł nagle na atak astmy w Krakowie, spoczywa na Cmentarzu Rakowickim.

## Wybrana twórczość
- Praktische Grammatik der Bantu-Sprache von Tete, Berlin, 1904
- W pogoni za prawdą, Poznań, Księg .św. Wojciecha, 1909
- Ewolucja czy trwałość gatunków?, Poznań, Księg. św. Wojciecha, 1909
- Czytania Wielkopostne o Matce Boskiej Bolesnej, Kraków, Dyrektor Apostolstwa Modlitwy, 1911
- Inkwizycja kościelna w świetle rozumu i historii, Poznań, Księg. św. Wojciecha, 1912
- Unter uns – ohne Maske, Wiedeń, P. Gerin, 1912
- Prawdziwe i fałszywe cuda, Poznań, Księg. św. Wojciecha, 1913
- Prawosławie w Rosji i jego podłoże w Galicji, Lwów, skład główny Księgarnia Zienkowicza i Chęcińskiego,1913
- Bohater Carlyle’a i nadczłowiek Nietzsche: trzy listy do przyjaciela, Poznań, Księg. św. Wojciecha, 1913